# Tremor (canción)
«Tremor» es una canción del dúo belga Dimitri Vegas & Like Mike, junto con el DJ y productor holandés Martin Garrix. Fue lanzado a través del sello Spinnin' Records como descarga digital el 21 de abril de 2014 en Beatport, y el 20 de junio de 2014 en iTunes en el Reino Unido. La canción debutó en el número 30 en la lista de singles del Reino Unido. También ingresó en las listas de Bélgica, Francia y los Países Bajos. La canción además fue el himno oficial del festival Sensation del año 2014.

## Video musical
Un vídeo musical para acompañar el lanzamiento de "Tremor" fue estrenado en YouTube el 22 de abril de 2014 con una duración de tres minutos y diecinueve segundos.

## Lista de canciones
| Descarga digital |                                                 |          |  |
| N.º              | Título                                          | Duración |  |
| 1.               | «Tremor (Sensation 2014 Anthem)» (Radio Edit)   | 3:13     |  |
| 2.               | «Tremor (Sensation 2014 Anthem)» (Original Mix) | 4:54     |  |

## Posicionamiento en listas
| Lista (2014)                     | Posición |
| -------------------------------- | -------- |
| Austria (Ö3 Austria Top 40)      | 55       |
| Bélgica (Flandes) (Ultratop 50)  | 3        |
| Bélgica (Valonia) (Ultratop 50)  | 26       |
| Escocia (Scottish Singles Chart) | 14       |
| Francia (SNEP)                   | 116      |
| Hungría (Dance Top 40)           | 33       |
| Irlanda (IRMA)                   | 70       |
| Países Bajos (Dutch Top 40)      | 32       |
| Reino Unido (UK Singles Chart)   | 30       |
| Reino Unido (UK Dance Chart)     | 10       |

| País    | Lista (2014)      | Posición |
| ------- | ----------------- | -------- |
| Bélgica | Ultratop flamenca | 56       |

## Historial de lanzamientos
| Región      | Fecha               | Formato          | Discografía      |
| ----------- | ------------------- | ---------------- | ---------------- |
| Reino Unido | 20 de junio de 2014 | Descarga digital | Spinnin' Records |